# Postliminium
Das Postliminium (aus lat. „post“=„hinter“ und „limen“=„Grenze“, „Schwelle“) war ein kriegsvölkerrechtliches Rechtsinstitut. 
Für das römische Recht bedeutete der Begriff, dass gefangengenommene römische Bürger und (deren) Sklaven sowie sämtliche anderen Sachen in die Gewalt des Siegers übergingen, sobald über sie Sachherrschaft und damit Eigentum erlangt war. Für den Bürger bedeutete dies, dass er seine Rechtsfähigkeit verlor. 
Das Postiliminium korrespondierte mit dem ius postliminii. Letzteres bedeutete, dass der Römer, der ins römische Reich zurückkehrte, das Bürgerrecht ipso iure zurückerlangte. Die angeeigneten Sachen fielen eigentumsrechtlich wieder an ihn zurück. Die Sicherung von Testamenten (das Postliminium in der lex Cornelia) erfolgte durch Todesfiktion zum Zeitpunkt der Gefangenschaft, sofern der Bürger nicht zurückkehrte.
Völkerrechtlich ist das ius postliminium die Grundlage für die Restauration früherer Herrschaftsverhältnisse oder Etablierung legitimer Staatsgewalt nach der Besetzung durch Fremdmächte.
Es gibt außerdem Fälle der Aneignung von Privateigentum, bei denen das Postliminium geltend gemacht werden kann.
Der Restitutionsgedanke findet heute vor allem entsprechende Anwendung im öffentlichen Recht, während das antike Postliminium hauptsächlich persönlichen und privatrechtlichen Charakter besaß.